# Carlo Pavesi
Carlo Pavesi (Voghera, 1923. június 10. – Milánó, 1995. március 24.) olimpiai és világbajnok olasz párbajtőrvívó.